# Thoughts Paint the Sky
Thoughts Paint the Sky (Abreviado TPTS) fue una banda de post-hardcore acústica alemana, formada en el año 2005 en la ciudad de Essen. 
Daniel Senzek fue su líder y único miembro desde su formación original, este se experimentó en la guitarra acústica desde 2007.
En sus siete años de carrera publicaron varios EPs y cuatro álbumes, antes de separarse oficialmente el 28 de septiembre de 2012. Su último álbum Nicht Mal Mehr Wir Selbst fue lanzado en noviembre de 2011 por el sello Midsummer. A su vez, completaron cinco giras por su país natal, compartiendo escenario con diversas bandas, tales como Anberlin, Horse The Band, The Casting Out, Callejón, Ignite, Born from Pain, Eternal Tango y Amanda Rogers. 

## Miembros
Última formación
- Daniel Senzek – voces, guitarra acústica, teclados, glockenspiel (2005–2012); batería, percusión (2005–2006)
- Florian Uteschil – batería, percusión, voces (2008–2012)
- Mario Wolf – guitarra acústica & eléctrica, teclados, voces (2009–2012)
- Thomas Völtl – bajo, voces (2009–2012)

Miembros anteriores
- Stefan Schmid – guitarra eléctrica, voces (2005–2007)
- Marc-André Michel – guitarra acústica (2008)
- Irina Grefen – bajo (2005–2007)
- Roland Madjewski – bajo, voces (2008)
- Martin Eggman – bajo (2009)
- Clemens Printz – batería, percusión (2006–2007)

## Discografía
Álbumes de estudio
- Thoughts Paint the Sky (2006, Emuzah/Time as a Color)
- Schlicht & Ergreifend (2007, Emuzah/Time as a Color)
- Hier spielt die Musik (2009, Dicker Elvis/Ape Must Not Kill Ape/Unpopular Disclose)
- Nicht Mal Mehr Wir Selbst (2011, Midsummer)

EPs
- ...And the Colour Is Your Choice (2005, Digital Kunstrasen/Analog & Ehrlich)
- ~Sternchen (2007, Emuzah/Time as a Color)
- Komödie/Tragödie? (2008, Emuzah/Time as a Color)
- Wunschkonzert – Live im Emo (2011)

Compilaciones
- Rethought Vol. I (2007)
- Rethought Vol. I (2008)

Splits
- Thoughts Paint the Sky / Longing for Tomorrow (2010, Uncommonwealth/Dicker Elvis)